# Euthanasia Coaster
Euthanasia Coaster es un concepto artístico para una montaña rusa de acero diseñada para matar a sus pasajeros. En 2010 fue diseñada y hecha a escala por Julijonas Urbonas, un candidato a doctorado en el Royal College of Art de Londres. Urbonas, que ha trabajado en un parque de diversiones, mencionó que el objetivo de su montaña rusa es tomar vidas "con elegancia y euforia". En cuanto a las aplicaciones prácticas de su diseño, Urbonas mencionó "eutanasia" o "ejecución". John Allen, que fue presidente de la Philadelphia Toboggan Company, inspiró a Urbonas con su descripción de la montaña rusa ideal como una que "se lleva a 24 personas y todas ellas regresan muertas". Como un medio hipotético para la eutanasia, el diseño causó la preocupación de la asociación anti-eutanasia Care Not Killing.

## Diseño
El diseño inicia con un ascenso muy angulado de 510 metros hasta la cima, lo cual tomaría dos minutos en alcanzarse para un tren de 24 pasajeros. Al llegar a la cima, el tren se pararía, dando la opción a los pasajeros que cambiaran de idea de bajarse para no terminar con sus vidas. Cada pasajero tendría un botón a presionar para continuar el viaje. De ahí, un descenso de 510 metros que llevaría al tren a una velocidad de 360 km/h, cercana a su velocidad límite, antes de aplanarse y tomar velocidad hacia el primero de sus siete inversiones ligeramente clotoides. Cada inversión tendría un diámetro más pequeño que la anterior para infligir una aceleración de 8 a 10 G a los pasajeros, mientras que el tren pierde velocidad. Después de un giro agudo hacia la derecha, el tren entraría a una recta.

## Fisiopatología
La Euthanasia Coaster mataría a sus pasajeros mediante una hipoxia cerebral prolongada, o insuficiente suministro de oxígeno al cerebro. Las siete inversiones del paseo infligirían 10 G a sus pasajeros durante 60 segundos, causando síntomas relacionados con la fuerza G, iniciando con una visión cada vez más gris, pasando por visión túnel, hasta un síncope causado por visión negra (pérdida del estado de conciencia inducido por Fuerzas G). Dependiendo de la tolerancia de un pasajero individual a las fuerzas G, la primera o segunda inversión causarían anoxia cerebral, causando en los pasajeros una muerte cerebral.[cita requerida] Las siguientes inversiones servirían como un seguro contra la supervivencia no intencional de pasajeros particularmente robustos.

## Exhibición
El concepto de Urbonas atrajo la atención de los medios cuando fue mostrado como parte de la exposición HUMAN+ en Science Gallery en Dublín, desde abril hasta junio de 2011. La exhibición, diseñada como la exhibición "insignia" de 2011 de Science Gallery, con el objetivo de mostrar el futuro de los humanos y la tecnología. Dentro de este tema, la Euthanasia Coaster resalta los problemas que vienen con la prolongación de la vida.